# Slaithwaite
Slaithwaite è un paese della contea del West Yorkshire, in Inghilterra.